# Carla Parsi-Bastogi
Carla Parsi-Bastogi (Torino, 1904 – 1986) è stata una scrittrice italiana, pioniera della letteratura fantascientifica in Italia.

## Biografia
Fu autrice di racconti fantascientifici, scritti con uno stile poetico e sognante.
Negli anni venti, ancora giovanissima e influenzata da Camille Flammarion, scrisse due racconti: La leggenda del mare, un fantasy ante litteram ed Estrema umanità, una storia di fantascienza che il 24 dicembre 1922 fu pubblicata sulla rivista La Settimana Letteraria (Anno I N. 2); entrambi furono riproposti su Nova SF* del dicembre 1985.
A partire dagli anni sessanta altri suoi racconti apparvero in riviste di fantascienza come Galassia, Nova SF* e Oltre il cielo.
Il racconto Stratagemma temporale venne anche tradotto in rumeno nel 1973 ed incluso nell'antologia Fantascienza. Povestiri italiene curata da Gianfranco de Turris e Ion Hobana.
Contribuì anche alla nascita del fandom italiano partecipando a incontri come quello di Carrara del 1962, prese parte a un incontro internazionale con membri della Los Angeles Science Fantasy Society.

## Racconti
- La leggenda del mare, 1922; rist. 1985
- Estrema umanità, 1922; rist. 1985
- Primo-Solvang, appendice in Galassia n. 41, 1964
- Gli specchi, appendice in Galassia n. 56, 1965
- Il teatro di Etar, appendice in Galassia n. 106, 1969
- Stratagemma temporale, in Oltre il cielo: missili e razzi, n. 152, Roma, Gruppo edizioni Esse, ottobre 1969,  pp. 165-167.
  - tradotto in (RO)  Stratagemă temporală, in Fantascienza. Povestiri italiene, 1973.
- La seconda semina, in Il Subbio: arte e letteratura SF, 1972
- Il cane marziano, in Nova SF* VIII n. 28, 1974
- Vrl, in Fantascienza in Italia speciale Nova SF*, 1976
- Il gatto, in Mostri, e altri fratelli, Nova SF*, Anno I (nuova serie), n. 4, Bologna, Perseo Libri S.r.l., dicembre 1985,  pp. 201-203.